# Joseph-Hippolyte Guibert
Joseph-Hippolyte Guibert, född den 13 december 1802 i Aix, död den 6 juli 1886 i Paris, var en fransk kardinal. Han var oblatpater.
En kort tid efter att ha fullbordat sina teologiska studier i Rom blev Guibert generalvikarie i Ajaccio, 1842 biskop i Viviers, 1857 ärkebiskop i Tours, 1871 blev han Darboys efterträdare som ärkebiskop av Paris och 1873 utsågs han till kardinal av påve Pius IX. Guibert ställde sig i spetsen för den ultramontana rörelsen i Frankrike och hävdade med kraft kyrkans rätt gentemot staten; men trots ivriga underhandlingar mellan kurian och republiken, särskilt 1877, lyckades det honom inte att förskaffa klerikalismen segern. Guibert påbörjade uppförandet av kyrkan på Montmartre, som, invigd till Jesu allra heligaste hjärta (Sacré cœur de Jésus), skulle behärska hela Paris. Guibert har fått sitt sista vilorum i denna kyrka.